# Matthias Zauner
Matthias Zauner (* 23. März 1986 in Horn, Niederösterreich) ist ein österreichischer Politiker der Österreichischen Volkspartei (ÖVP). Ab dem 23. März 2023 war er vom Landtag von Niederösterreich entsandtes Mitglied des Bundesrates. Am 12. Juni 2025 wechselte er als Abgeordneter in den Landtag.

## Leben

### Ausbildung und Beruf
Matthias Zauner besuchte nach der Volksschule in seiner Geburtsstadt Horn bis 1998 das dortige Bundesgymnasium und anschließend bis 2001 die Internationale Deutsche Schule Brüssel. Danach wechselte er an die Höhere Lehranstalt für Tourismus in Wien 13, wo er 2006 maturierte. Im Folgejahr absolvierte er den Präsenzdienst.
Von 2006 bis 2008 arbeitete er projektbezogen an verschiedenen Wahlkämpfen für die ÖVP mit, von 2008 bis 2013 fungierte er als Bezirksgeschäftsführer der ÖVP Wiener Neustadt, anschließend war er Organisationsreferent der Volkspartei Niederösterreich. 2015 wurde er Büroleiter des Wiener Neustädter Bürgermeisters Klaus Schneeberger und 2019 Geschäftsführer der WN Kul.Tour.Marketing GmbH. Diese beiden Funktionen übte er bis März 2023 aus. Im März 2023 wurde er auf Vorschlag von Landesobfrau Christiane Teschl als Nachfolger von Simon Schmidt zum Landesgeschäftsführer des Niederösterreichischen Arbeitnehmerinnen- und Arbeitnehmerbundes (NÖAAB) bestellt und er wechselte in den Aufsichtsrat der WN Kul.Tour.Marketing GmbH. Seine Nachfolgerin als Landesgeschäftsführerin des NÖAAB wurde Katja Seitner.

### Politik
Seit der Gemeinderatswahl 2020 gehört er dem Gemeinderat von Wiener Neustadt an, wo er auch als Klubobmann fungiert. Mit der konstituierenden Sitzung der XX. Gesetzgebungsperiode am 23. März 2023 wurde er vom Niederösterreichischen Landtag in den Bundesrat entsandt und am 14. April 2023 als Bundesrat angelobt.
Im August 2023 wurde er als Nachfolger von Bernhard Ebner zum Landesgeschäftsführer der ÖVP Niederösterreich ab dem 1. September 2023 bestellt.
Nach den Gemeinderatswahlen 2025 wurde er unter Stadtparteiobmann Christian Stocker geschäftsführender Stadtparteiobmann in Wiener Neustadt. Im Mai 2025 wurde Jochen Danninger zum Generalsekretär der Wirtschaftskammer Österreich (WKO) bestellt, Danningers Landtagsmandat ging am 12. Juni 2025 an Matthias Zauner. Für Zauner rückte Sebastian Stark im Bundesrat nach.